# Tschesmensker Kirche

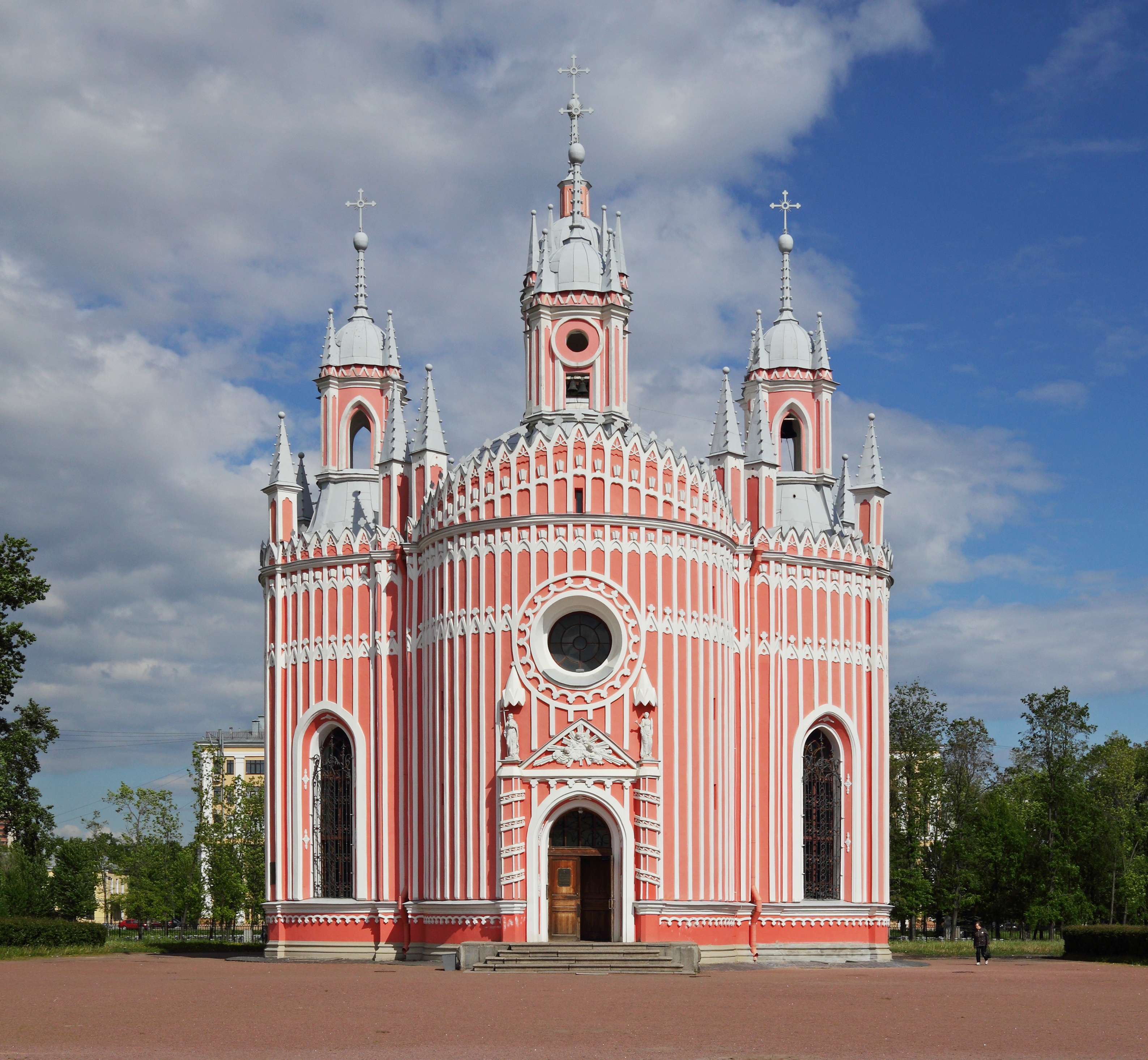
Tschesmensker Kirche, Sankt Petersburg

Die Tschesmensker Kirche (russisch Чесменская церковь, vollständiger Name: Kirche des heiligen Johannes des Täufers am Tschesmensker Palais, russisch це́рковь Рождества́ Иоа́нна Предте́чи при Че́сменском Дворце) ist ein Kirchengebäude in Sankt Petersburg, Russland. Sie wurde zu Ehren der russischen Seeleute errichtet. Bei der Seeschlacht von Çeşme errang die russische Flotte 1770 den entscheidenden Sieg im 5. Russischen Türkenkrieg. Der Architekt Georg Friedrich Veldten (russisch: Юрий Матвеевич Фельтен) schuf das eigenwillige Bauwerk 1780 im neugotischen Stil mit orientalischen Motiven.
Von 1977 bis 1994 war die Kirche eine Außenstelle des Zentralen Marinemuseums. Anschließend wurde sie wieder an die Russisch-Orthodoxe Kirche zurückübereignet.

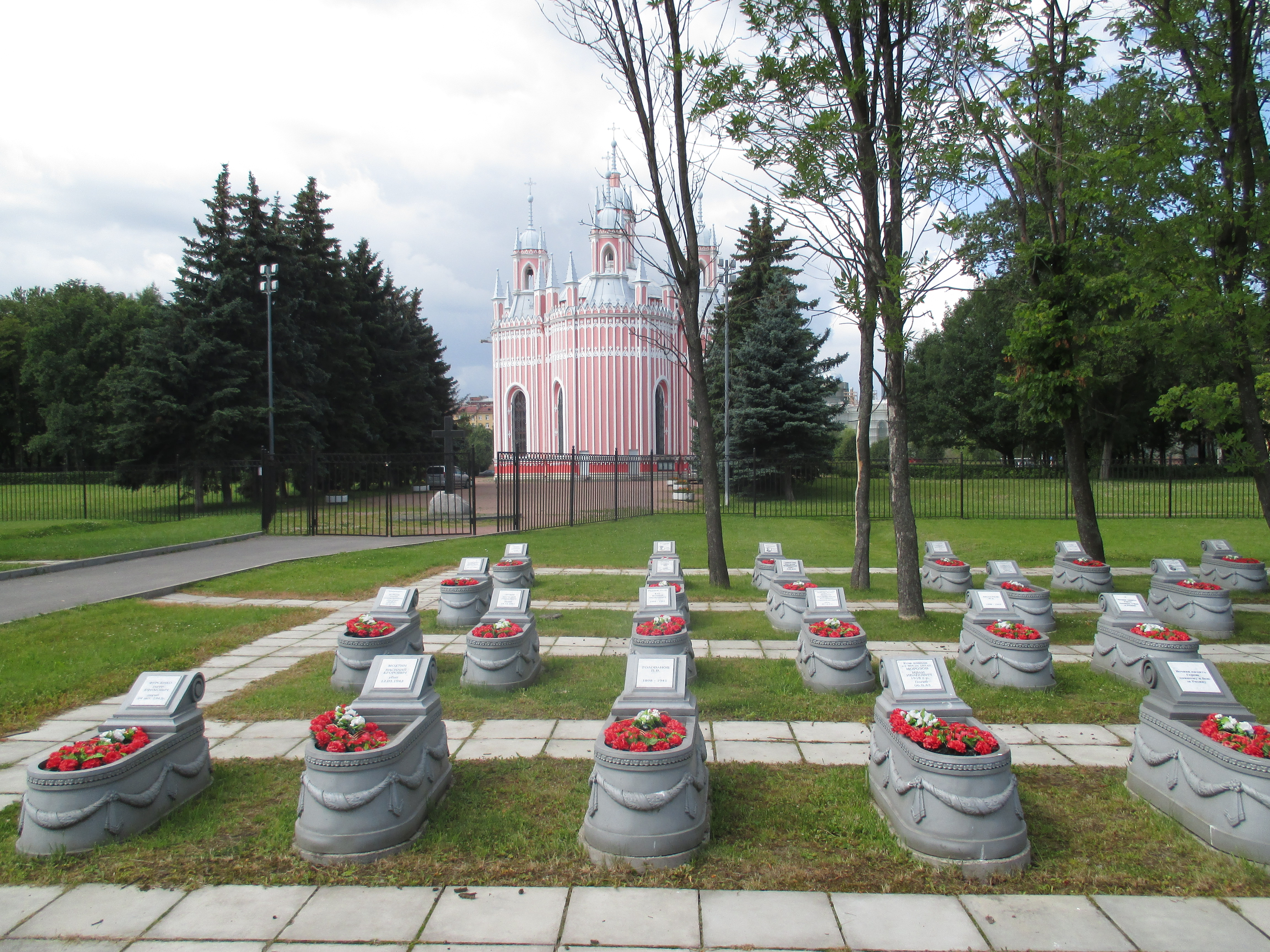
Tschesmensker Militärfriedhof, St. Petersburg

Neben der Kirche befindet sich der Tschesmensker Militärfriedhof mit den Gräbern der Veteranen der Feldzüge Michail Kutusows, Alexander Suworows und anderer sowie der Verteidiger Leningrads während des Deutsch-Sowjetischen Krieges und der Leningrader Blockade.